# Heinz-Otto Peitgen

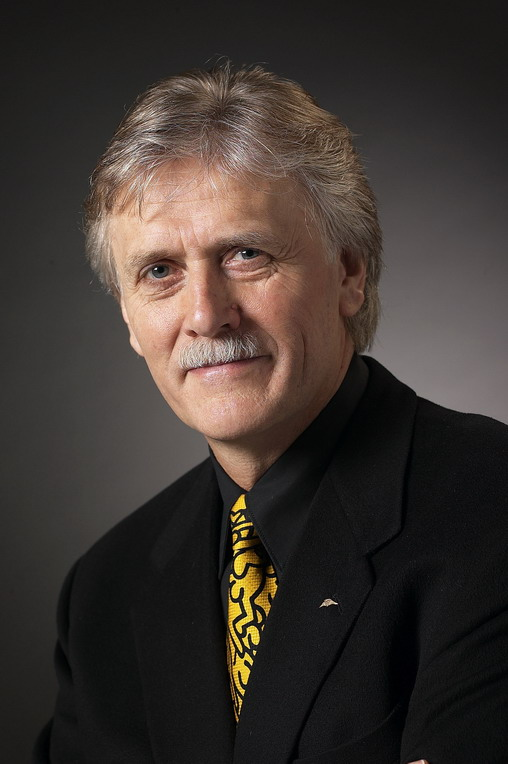
Heinz-Otto Peitgen, 2005

Heinz-Otto Peitgen (* 30. April 1945 in Nümbrecht-Bruch) ist ein deutscher Mathematiker. Seine Forschungsbereiche sind die Fraktale und die 3D-Visualisierung für die Medizin.

## Leben
Peitgen studierte von 1965 bis 1971 in Bonn Mathematik, Physik und Ökonomie. Anschließend arbeitete er sechs Jahre am Institut für Angewandte Mathematik der Universität Bonn, wo er 1973 promovierte und 1977 habilitierte, jeweils im Fach Mathematik.
1977 trat er eine Professur für Mathematik an der Universität Bremen an und baute dort zusammen mit anderen ein Institut für Dynamische Systeme mit einem Labor für Computergrafik auf. 1992 gründete er das „Centrum für Complexe Systeme und Visualisierung“ (CeVis) an der Universität Bremen. Von 1985 bis 1991 war er Professor für Mathematik an der Universität von Kalifornien in Santa Cruz; von 1991 bis zur Emeritierung 2012 hatte er eine Professur für Mathematik und Biomedizinische Wissenschaften an der Florida Atlantic Universität in Boca Raton.
1992 wurde er in die Europäische Akademie der Wissenschaften und Künste und 2008 in die Akademie der Wissenschaften zu Göttingen berufen. Seit 2015 leitet er als Dekan die mathematisch-naturwissenschaftliche Klasse der Europäischen Akademie der Wissenschaften und Künste.
1995 gründete Peitgen in Bremen das „Center for Medical Image Computing“. Im Jahr 2009 wurde MeVis Research in ein Institut der Fraunhofer-Gesellschaft, jetzt: „Fraunhofer-Institut für Digitale Medizin MEVIS“ kurz: Fraunhofer MEVIS, umgewandelt. Zum 1. Oktober 2012 wurde Peitgen an der Universität Bremen emeritiert und gab gleichzeitig die Leitung von Fraunhofer MEVIS ab. 1997 gründete er die MeVis Technology GmbH als kommerzielle Ausgründung aus dem Forschungszentrum MeVis Research gGmbH, die 2007 unter neuem Namen MeVis Medical Solutions AG (MMS) an die Börse ging. Peitgen war Vorsitzender des Aufsichtsrats bis 2015.
Im Januar 2013 berief ihn die private Jacobs University Bremen zu ihrem Präsidenten. Er trat damit die Nachfolge von Joachim Treusch an. In seine Amtszeit fiel der Abschluss eines Vertrags zwischen der Universität, der Jacobs Foundation und dem Bremer Senat zur finanziellen Sanierung der angeschlagenen Einrichtung. Peitgens im November 2013 vorgelegtes „Sanierungskonzept“ überzeugte den Aufsichtsrat nicht. Zum 31. Dezember 2013 trat der Mathematiker dann von seinem Amt als Präsident und Geschäftsführer der Jacobs University zurück und erhielt eine Abfindung in Höhe von 800.000 Euro. Im Jahr 2014 übernahm die zweite Geschäftsführerin der Universität, Katja Windt, den Posten.

## Ehrungen
- 1996: Verdienstkreuz 1. Klasse der Bundesrepublik Deutschland
- 1999: Karl Heinz Beckurts-Preis für Forschung und Innovation[8]
- 2005: Werner-Körte-Medaille in Gold der Deutschen Gesellschaft für Chirurgie (DGCH) für die Entwicklung einer Software, mit deren Hilfe patientenindividuell die Risiken bei komplexen leberchirurgischen Eingriffen erkannt werden können[9]
- 2006: Deutscher Gründerpreis 2006 in der Kategorie „Visionäre“[10]
- 2013: Fraunhofer-Medaille[11]

## Ausgewählte Bücher
- The Beauty of Fractals, Springer, Heidelberg, 1986 (mit Peter H. Richter), ISBN 0-387-15851-0.
- The Science of Fractal Images, Springer-Verlag, New York, 1988 (mit D. Saupe) („based on a Course for SIGGRAPH'87“), ISBN 0-387-96608-0
- Chaos and Fractals - New Frontiers of Science, Springer-Verlag, New York,  1992 (mit Hartmut Jürgens, Dietmar Saupe), 2. Auflage 2004, ISBN 978-0-387-20229-7 (Google Books)
- Newton’s Method and Dynamical Systems, Kluwer Academic Publishers, Dordrecht, 1989
- Fractals for the Classroom – Part One, Springer-Verlag, New York, und NCTM, 1991 (mit H. Jürgens und D. Saupe)
- Fractals for the Classroom – Part Two, Springer-Verlag, New York, und NCTM, 1992 (mit H. Jürgens und D. Saupe)
- Fractals for the Classroom – Strategic Activities, Vol. 1, Springer-Verlag, New York, und NCTM, 1990 (mit H. Jürgens, D. Saupe, E. Maletsky, T. Perciante und L. Yunker)
- Fractals for the Classroom – Strategic Activities, Vol. 2, Springer Verlag, New York, and NCTM, 1992 (mit H. Jürgens, D. Saupe, E. Maletsky, T. Perciante und L. Yunker)
- Fractals for the Classroom – Strategic Activities, Vol. 3, Springer Verlag, New York, and NCTM, 1999 (mit H. Jürgens, D. Saupe, E. Maletsky, T. Perciante)